# Sita Abellán
María Abellán, conocida artísticamente como Sita Abellán, es una DJ, modelo, diseñadora y estilista española. Su estilo personal tiene inspiración en la moda club kid de los 90, las Harajuku Girls, la subcultura gótica y las dominatrix. 

## Carrera
Nacida el 27 de marzo de 1993, Abellán creció en la ciudad española de Murcia. En 2013 se mudó a Milán donde estudió publicidad y relaciones públicas en la Universidad Católica del Sagrado Corazón.  Después de esto, firmó con la agencia de modelos Monster Management, reservando campañas y desfiles. En 2015, a raíz de que Rihanna la descubriera por Instagram, participó en el videoclip de "Bitch Better Have My Money", grabado en Los Ángeles.

### Moda
Abellán diseñó su primera colección de ropa inspirada en Japón, "Pain", para la marca de moda polaca MISBHV. Las colaboraciones posteriores incluyen una colección inspirada en las rave con Faith Connexion, y más colecciones cápsula con las marcas HTC, MISBHV y Freak City,  así como el diseño de un bolso peekaboo Fendi club kid. Abellán desfiló en el desfile Fenty x Puma de Rihanna en París en otoño de 2016 y para Fausto Puglisi en la Semana de la Moda de Milán. También ha aparecido en sesiones fotográficas de moda para varias revistas independientes, así como para Glassbook y Nylon México. Abellán peinó al diseñador italiano Riccardo Tisci para su colaboración Nike 2017, y en el Festival de Coachella de 2018 conoció al artista de reggaeton J Balvin, quien luego se convertiría en su único cliente de estilismo y lanzando 'GUESS x J Balvin Colores', en 2020. En 2019, Abellán lanzó su propia marca de joyería, Lilith, llamada así por la figura demoníaca judía bíblica. La primera colección usó serpientes como un motivo recurrente, y un libro de estilo de cartas de tarot fotografiado por el fotógrafo Jordan Hemingway.

### Fotografía
En 2018, Abellán realizó una sesión fotográfica con Kim Kardashian en una mansión de Los Ángeles para la revista ODDA.

### Música
Desde su adolescencia, Abellán se interesó por la música sintetizada, descubriendo el techno a través de su interés por los sonidos industriales y electrónicos. Como pasatiempo, mientras vivía en su ciudad natal, comenzó a pinchar en un bar de sótano.  Desde entonces, ha sido DJ habitual en las fiestas del diseñador de moda Jeremy Scott y ha tocado en clubes Up&Down y Flash Factory en Manhattan, además de actuar en Ibiza, Sudamérica, en el Festival Sónar,en el Hard Summer Music Festival, y en el LA Hard Fest. Abellán ha descrito su propia música como "un poco oscura, entre electro y techno", y como "electroclash con un poco de techno". Ha citado al grupo francés de electro shock Miss Kittin y The Hacker como puntos de referencia, además de los DJ de techno DarkHawk y Nicole Moudaber.

### Dirección creativa
La dirección creativa del disco "La Reina del Sur" de La Zowi estuvo a cargo de Sita.

## Vida personal
Sita mantiene una relación con el cantante y actor español Leïti Sène, con el que ha tenido tres hijos.